# 엘리트 스쿼드 2
엘리트 스쿼드 2(Tropa de Elite 2 - O Inimigo Agora E Outro, Elite Squad 2)는 브라질에서 제작된 호세 파딜라 감독의 2010년 액션, 스릴러 영화이다. 와그너 모라 등이 주연으로 출연하였고 마루 미란다 등이 제작에 참여하였다.

## 출연

### 주연
- 와그너 모라
- 안드레 라미로
- 이란디르 산토스
- 밀헴 코타즈
- 산드로 로차
- 타이나 뮬러
- 마리아 리베이로
- 세우 조르지

## 제작진
- 세트: 아다이어 자니
- 의상: 클로디아 콥케